# 4204 Barsig
4204 Barsig è un asteroide della fascia principale. Scoperto nel 1985, presenta un'orbita caratterizzata da un semiasse maggiore pari a 2,2689053 UA e da un'eccentricità di 0,0851424, inclinata di 3,81081° rispetto all'eclittica.